# Rhynchostegium leptomerocarpum
Rhynchostegium leptomerocarpum là một loài Rêu trong họ Brachytheciaceae. Loài này được (Müll. Hal.) Besch. miêu tả khoa học đầu tiên năm 1872.